# Otto Brausewetter

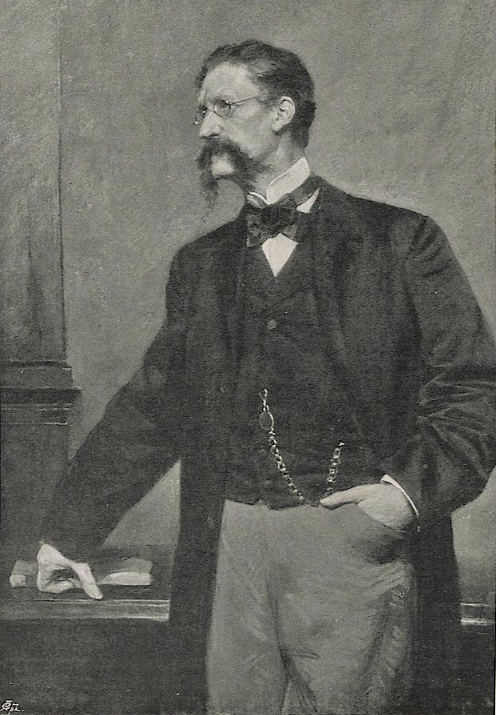
Otto Brausewetter, gemalt von Max Koner (1894)

Otto Karl Brausewetter (* 11. September 1835 in Saalfeld (Ostpreußen); † 9. August 1904 in Berlin) war ein deutscher Maler.

## Leben
Otto Brausewetter war ein Sohn des Gerichtsassessors und Richters in Saalfeld Wilhelm Brausewetter und seiner Ehefrau Ludwike, geborene Henselsca. Er ging mit 17 Jahren an die Kunstakademie in Königsberg. Seine Lehrer waren Ludwig Rosenfelder, Pietrowski und Hermann Gemmel. Im Jahre 1857 wechselte er nach Frankfurt am Main und München und kehrte 1860 nach Königsberg zurück. 
Nach Studienreisen nach Italien, Frankreich und Russland ließ er sich 1869 in Berlin nieder, wo er 1882 Lehrer an der Kunstakademie wurde. Im Jahre 1888 wurde er dort ordentlicher Lehrer und erhielt den Professorentitel. 
Zu seinen Schülern gehörte Paul Wallat. Otto Brausewetter selbst wurde im Jahre 1894 von Max Koner porträtiert.
Brausewetter starb 1904 nach längerer Krankheit (asthmatisches Leiden), die ihn zuletzt an seiner Lehrtätigkeit gehindert hatte, im Alter von 68 Jahren in Berlin. Er wurde auf dem Alten Zwölf-Apostel-Kirchhof in Schöneberg beigesetzt. Das Grab ist nicht erhalten.
Otto Brausewetter war der Onkel des evangelischen Pfarrers und Schriftstellers Artur Brausewetter. 

## Werke (Auswahl)

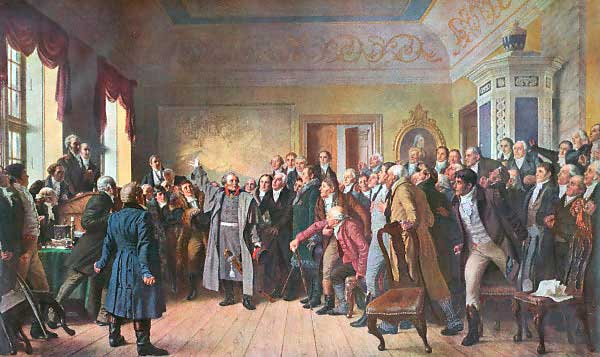
Brausewetters berühmtestes Gemälde „Ansprache des Grafen Yorck vor den ostpreußischen Ständen in Königsberg am 5. Februar 1813“ wurde im Zweiten Weltkrieg zerstört.

- 1860: Dem König Richard II. erscheinen die Geister der gemordeten Söhne Eduards (1905 im Städtischen Museum Danzig)
- 1868: Edelfrau, bei einem Bildhauer das Grabdenkmal ihres Mannes betrachtend
- „Die Barke des Charon“1871: Die Barke des Charon
- 1871: Ritter Blaubart
- 1874: Herbstmorgen

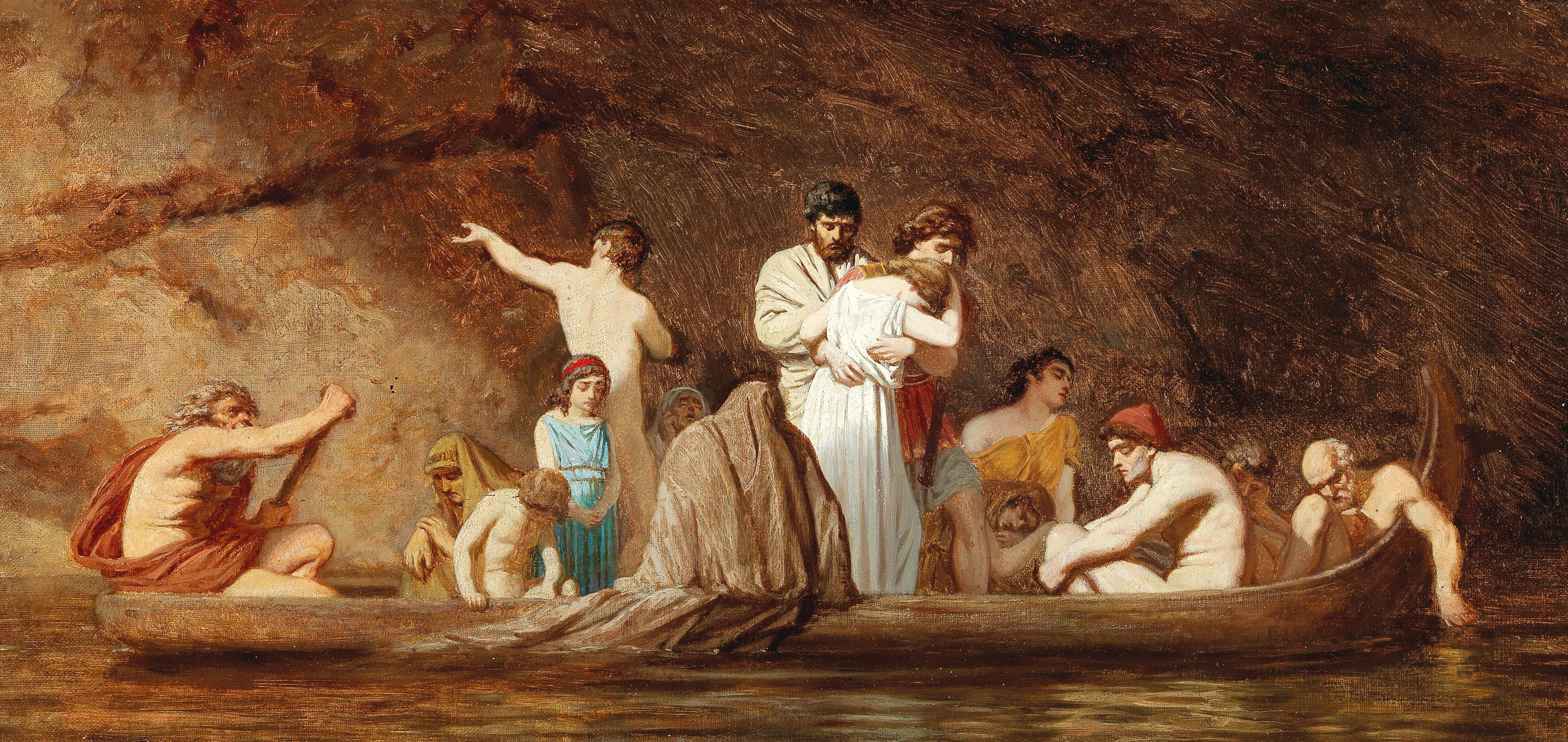
„Die Barke des Charon“

- 1874: Gustav Adolf in der Schlacht bei Lützen
- 1877: Landsknechte auf der Wanderschaft
- 1888: Yorcks Anrede an die preußischen Stände am 5. Februar 1813 (ehemals im Sitzungssaal des Provinziallandtags in Königsberg (Preußen))

## Auszeichnungen
- 1889: Kleine goldene Medaille für Kunst
- 1891: Ordentliches Mitglied der Akademie der Künste